# Asociación comercial
Asociación comercial, asociación empresarial, asociación del sector, grupo sectorial o grupo del sector, es una organización fundada y financiada por un conjunto de empresas que operan en una industria específica. Una asociación comercial de la industria participa en las actividades de relaciones públicas, como la publicidad, la educación, las donaciones políticas, el cabildeo y la edición, pero su objetivo principal es la colaboración entre empresas, o la normalización. Las asociaciones pueden ofrecer otros servicios, como la producción de conferencias, la creación de redes o eventos de caridad u ofrecer clases o materiales educativos. Muchas asociaciones son organizaciones sin fines de lucro que se rigen por estatutos y dirigidos por oficiales que también son miembros.
En los países con una economía social de mercado, el papel de las asociaciones comerciales se toma a menudo por las organizaciones de empleadores, que también tienen un papel en el diálogo social.

## La influencia política
Uno de los propósitos principales de los grupos comerciales, en particular en los Estados Unidos y en una similar, pero en menor medida, en otros lugares, es tratar de influir en la política pública en una dirección favorable a los miembros del grupo. Esto puede tomar la forma de contribuciones a las campañas de los candidatos y partidos políticos a través de los Comités de Acción Política (PACs); contribuciones a campañas de " emisión " no vinculados a un candidato o partido; y el apoyo de legisladores para apoyar u oponerse a una legislación especial. Además, los grupos comerciales intentan influir en las de los organismos reguladores. [cita requerida]
En los Estados Unidos, se requiere que las contribuciones directas de los PAC a los candidatos a ser revelada a la Comisión Federal Electoral (o supervisores electorales estatales y locales), se consideran información pública y tienen requisitos de registro para los grupos de presión. Aun así, a veces puede ser difícil de rastrear la financiación de las campañas de emisión y no electorales.[cita requerida]

## Publicación
Casi todas las asociaciones comerciales están fuertemente involucrados en las actividades de publicación, en forma impresa y / o en línea. Los principales medios de comunicación publicados por asociaciones comerciales son los siguientes:
- Asociaciones Web. La web corporativa de la asociación, típicamente explica la asociación tiene como objetivo y los objetivos, promueve productos y servicios de la asociación, explica los beneficios de la pertenencia a los posibles socios, y promueve los negocios de los miembros (por ejemplo, por medio de una lista en línea de los miembros y la descripción de su actividad).

- Miembros boletines o revistas. Ya sea producido en forma impresa o en línea, los boletines de la asociación y revistas contienen noticias sobre las actividades de la asociación, noticias de la industria y las características editoriales sobre temas de actualidad. Algunos se distribuyen exclusivamente a los miembros, mientras que otros se utilizan para presionar a los legisladores y reguladores, y algunos se utilizan para promover negocios de los miembros para potenciales nuevos clientes.

- Directorios de los miembros y anuarios Impresos. Grandes asociaciones comerciales publican directorios de miembros y anuarios para promover su asociación a los formadores de opinión, legisladores, reguladores y otras partes interesadas. Estas publicaciones también ayudan a promover los negocios de los miembros, tanto el uno al otro y para un público más amplio. Un típico directorio de miembros contiene perfiles de cada miembro de la asociación, una guía de productos y servicios, la publicidad de los miembros, y artículos editoriales sobre los fines, objetivos y actividades de la asociación. El énfasis de los anuarios de la asociación, por otra parte, tienen las características editoriales sobre la propia asociación y la industria de la asociación.

La oportunidad de ser promovido en estos medios de comunicación (ya sea por editorial o publicidad) a menudo es una razón importante por la cual las empresas se unen a una asociación comercial en primer lugar.
Los ejemplos de las asociaciones comerciales más grandes que publican una amplia gama de medios de comunicación incluyen EWEA, Asociación Británica de Agencias de Viajes (ABTA) y la Confederación de la Industria Británica (CBI).

## Publicidad Genérica
Grupos comerciales de la industria a veces producen los anuncios, al igual que las empresas normales. Sin embargo, los anuncios que son típicos para un producto corporativo específico, como una marca específica de papel higiénico, los grupos comerciales de la industria en general, los anuncios están dirigidos a promover los puntos de vista de toda una industria.
A continuación se presentan dos tipos generales diferentes de la publicidad genérica utilizados por estos grupos.

### Anuncios para mejorar la imagen de la industria
Estos anuncios mencionan sólo los productos de la industria en su conjunto, pintarlos de manera positiva con el fin de tener la forma pública, asociaciones positivas con la que la industria y sus productos. Por ejemplo, en los EE. UU. la campaña publicitaria "Beef. Es lo que hay para cenar " es utilizado por la la Asociación Nacional Ganadera para promover una imagen positiva de la carne vacuna en la sociedad.

### Anuncios para formar la opiniónsobre un tema específico
Estos son los anuncios dirigidos a temas específicos. Por ejemplo, en los EE. UU. en la década de 2000 la MPAA empezó a correr anuncios antes de las películas que abogan contra la piratería de películas a través de Internet.

## Controversia
Una crítica común de las asociaciones comerciales es que, si bien no son de por sí organizaciones " beneficio de lucro " que pretenden hacer un trabajo valioso que es en última instancia, para el beneficio público, que están en los frentes de realidad para los cárteles de fijación de precios precios y otros como el anti-sutil, las cuales son actividades competitivas que no son de interés público.

### La actividad anti-competitiva
Jon Leibowitz, comisionado de la Comisión Federal de Comercio de los Estados Unidos, se rodeará la naturaleza potencialmente anticompetitiva de alguna actividad o asociación comercial en un discurso ante la Asociación de Abogados de Estados Unidos en Washington D. C. en marzo de 2005 llamado “El bueno, el malo y el feo: Asociaciones de Comercio y Defensa de la Competencia”. Por ejemplo, dijo, con el pretexto de las asociaciones comerciales " normativas " que representan a los actores establecidos en una industria se pueden establecer reglas que hacen que sea más difícil para las nuevas empresas a entrar en un mercado.

### Carteles
En septiembre de 2007, la asociación comercial Alemana para Fachverband Verbindungs- und Befestigungstechnik (VBT) y cinco empresas de cierre fue multada con 328 millones de euros por la Comisión Europea para el funcionamiento de los cárteles en los mercados de los sujetadores y máquinas en Europa y en todo el mundo de fijación. En uno de los carteles, el grupo YKK, el grupo Prym, el grupo Scovill, A. Raymond, Berning & Söhne acordado coordinar los aumentos de precios en las rondas anuales de precios con respecto a los elementos de fijación y sus máquinas de fijación ", en el marco de los círculos de trabajo organizado por VBT ".

## Nacionales e Internacionales Asociaciones Comerciales

### Internacional
- Maestro Inspector Junta de Certificación para Certified Master Inspector (CMI)
- CINOA - arte internacional director y anticuarios confederación
- eCommerce Mundial minoristas  [6] - Sirviendo a la Comunidad en el mundo del comercio electrónico - http://www.ecwr.org
- Federación de Asociaciones Internacionales de Comercio
- Industry Technology Facilitator, an oil industry trade association
- Asociación Internacional de Transporte Aéreo
- Asociación Internacional de Inspectores de Vivienda Certificado (InterNACHI)
- Cámara Naviera Internacional  - asociación comercial para la industria del transporte marítimo internacional
- Fluid- Sociedad Internacional de potencia[7]

### Canadá
- Federación Canadiense de Empresas Independientes (CFIB)
- Asociación Canadiense de Productores de Petróleo
- Asociación Nuclear Canadiense
- Consejo Canadiense de la Carne
- Asociación Canadiense de la Industria Discográfica

### Este de Asia
- Asociación Japonesa de Fabricantes de Automóviles
- Asociación Coreana de Fabricantes de Automóviles

### Europa
- Centro de Estudios Políticos Europeos
- Confederación de Industrias Agroalimentarias de la UE
- EFPIA
- EUBINGO
- EUCOPE
- EUROMAT
- Consejo Europeo de la Industria Química
- Centro de Política Europea
- Consejo de Comercio Internacional
- Petcore
- PLASA
- UEAPME
- Unión de Industriales y Empleadores de Europa Confederaciones
- EBAN

### India
- Asociación Biotech de la India
- Asociación de Industrias Naroda, Ahmedabad, India
- Asociación Nacional NASSCOM de Software y Servicios Empresas

### Reino Unido
En el Reino Unido se cree que son más de 1.600 asociaciones de comercio.
Nota: el " grupo de la industria " término se utiliza muy poco en Inglés Británico. Los términos alternativos utilizados en el Reino Unido incluyen asociación de comercio y de asociación empleador.
- Digestión Anaerobia y Asociación Biogás (ADBA)
- Asociación de Banqueros Británicos (BBA)
- Prueba de asbesto y la Asociación de Consultoría (ATAC)
- Asociación de Aseguradoras Británicas
- Asociación de la Industria Farmacéutica Británica
- Sociedad Británica de Aire Comprimido
- Asociación Británica Aparcamiento
- Construcción y la Asociación de Servicios de Ingeniería
- CompTIA - la Asociación de la Industria de Tecnología Informática
- Asociación de Contratistas de la Electricidad
- Asociación de la Industria de Compatibilidad Electromagnética
- Alquiler de Asociación Europa
- Intelecto - Reino Unido Industria Tecnología
- Asociación de Internet Proveedores de Servicios
- Asociación de la Industria Escalera mecánica
- Nacional de Acceso y Confederación Andamios
- Federación Nacional de Constructores
- Federación Nacional de Contratistas de Demolición
- Asociación Nacional de Outsourcing
- Asociación de la Industria Nuclear
- Oil & Gas UK
- Asociación de Técnicos de ortodoncia
- SELECT (Asociación de Contratistas de la Electricidad de Escocia)

### Estados Unidos
Hay más de 7.600 asociaciones comerciales nacionales en los Estados Unidos, con un gran número (aproximadamente 2000), con sede en el área de Washington D. C.  También hay muchas asociaciones de comercio a nivel estatal y local.
Una de las asociaciones comerciales más antiguas de los Estados Unidos es la American Seed Trade Association, fundada en 1883.

## Grupos de comercio de derechos de autor
- La RIAA representa la industria de la grabación en los Estados Unidos.
- La MPAA representa a la industria del cine en los Estados Unidos.

- AJA,  La Asociación de animaciones japonesas es un grupo formado por pequeñas y medianas empresas, unidas entre sí para superar algunos de los problemas más grandes, como la violación de la propiedad intelectual, como la piratería rampante y el intercambio ilegal de archivos ha aumentado debido a la introducción de P2P software de red.
- BSA, the  El Sistema de Alianza de Negocios, protege la propiedad intelectual de los desarrolladores de software.
- ESA, la Asociación de Software de Entretenimiento, protege la propiedad intelectual de los desarrolladores de juegos en los EE. UU.
- IFPI, la Federación Internacional de Productores de Fonogramas y Videogramas (website). IFPI representa a la industria discográfica mundial con más de 1.450 miembros en 75 países y asociaciones industriales afiliadas en 48 países. La IFPI trabaja en asociación con organizaciones similares a nivel nacional, que se enumeran en el sitio. IFPI estánafiliados affiliated a la RIAA.
- BPI, la Industria Fonográfica Británica British es la industria musical del Reino Unido. Fundaron los BRIT Awards, y dan Oro, Plata y discos de platino por las ventas en el Reino Unido. Mientras que también tratan de prevenir y sancionar la infracción de derechos de autor, sus esfuerzos son más apagados que los de la RIAA .
- Music Canada, anteriormente conocida como la Asociación Canadiense de la Industria de Grabación es una organización comercial sin fines de lucro que representa a las mayores empresas canadienses que crean, fabrican y sonido mercado grabaciones.
- ARIA, la  Asociación de la Industria Discográfica de Australia es la organización que supervisa la recaudación, administración y distribución de licencias de música y regalías en Australia.
- RIANZ, La Asociación de la Industria Discográfica de Nueva Zelanda, es la asociación comercial sin fines de lucro para los productores y artistas de Nueva Zelanda.
- JASRAC, La Sociedad Japonesa de Derechos de Autores, Compositores y Editores  en Japón.
- RIAJ, La  Asociación de Industrias de Grabación de Japón.
- ROMS, la Organización de Rusia sobre la gestión colectiva de los derechos de los autores y otros titulares de derechos en Multimedia, Redes Digitales y Artes Visuales en Rusia.

## Otras Lecturas
- Garrelts, Frank: Märkte im Umbruch - Kooperationen als Chance im Handel (Markets on the move - trade associations as a business opportunity), München: Beck 1998, ISBN 3-406-43993-4
abstract in English available here
- May, Clifford D. (3 de agosto de 1988). «Washington Talk: Associations; Possum to Phlebotomy, They're All Spoken For». New York Times. Consultado el 3 de junio de 2012.

- Datos: Q2178147
- Multimedia: Trade associations / Q2178147